# 千機變
《千機變》（英語：The Twins Effect）是一部2003年製作的香港恐怖動作，由林超賢和甄子丹合導，甄子丹任動作設計。這是一套為兩位女主角、當時香港的青春偶像Twins度身訂做的電影，而成龙的客串更让电影在外埠市场大卖。

## 劇情
圣典“Day for Night”是僵尸皇族的珍宝，传说它拥有摧毁人类世界的力量，为Kazaf（陈冠希）收藏，僵尸伯爵对此虎视眈眈。Kazaf與管家Prada（黃秋生）經地產經紀Momoko（蔣雅文）介紹下居住於一間無人教堂內。僵尸猎人Reeve（郑伊健）到处游历，拍档Lila（何超儀）遇害后，为了对抗僵尸伯爵，Reeve训练Lila之妹Gypsy（鍾欣潼）增强实力，但Reeve的妹妹Helen（蔡卓妍）视Gypsy为入侵者。
僵尸王子Kazaf邂逅Helen后希望能过人类的生活，却发生了一些不同寻常的事：Kazaf被僵尸伯爵追杀，Helen冒死相救并把他藏在家中，被Gypsy碰见；Reeve追捕僵尸时反中埋伏成为伯爵的猎物............

## 演員
| 演員   | 角色                    |
| 鍾欣潼 | Gypsy                   |
| 蔡卓妍 | Helen                   |
| 郑伊健 | Reeve                   |
| 陈冠希 | Kazaf                   |
| 黃秋生 | Prada                   |
| 蔣雅文 | Momoko                  |
| 何超儀 | Lila                    |
| 劉思惠 | Maggie                  |
| 成 龍  | Jackie Fong（特別演出） |
| 莫文蔚 | Ivy（特別演出）         |
| 杜汶澤 | Ken                     |
| 鄒凱光 | 司儀                    |
| 張達明 | 伴郎                    |
| 林尚義 | Jackie 父親             |
| 楊容蓮 |                         |
| 沈可欣 | 婚禮接待                |
| 伍允龍 | 殭屍                    |
|        | 殭屍                    |
|        | 殭屍                    |
|        | 殭屍                    |

## 制作人员
- 導演：林超賢
- 聯合導演、動作指導：甄子丹
- 編劇：陳慶嘉、吳煒倫
- 監製：張承勷
- 攝影指導：張文寶 (HKSC)
- 剪接：陳祺合 (HKSE)
- 燈光：伍文拯 (HKSC)
- 原創音樂：陳光榮
- 助理動作指導：谷垣健治、黃偉亮
- 美術指導：雷楚雄
- 服裝指導：戴美玲、歐陽霞
- 造型設計：奚仲文
- 音響設計師：曾景祥
- 視覺效果監督：黃宏顯
- 視覺效果製作：萬寬電腦藝術設計有限公司
- 出品人：楊受成
- 行政策劃：Bey Logan
- 策劃：梁雲傑
- 製片：彭玉琳
- 統籌：林錦波

## 獎項
| 獎項                  | 類別             | 名字   | 結果 |
| --------------------- | ---------------- | ------ | ---- |
| 第40屆金馬獎          | 最佳視覺效果     | 黃宏顯 | 獲獎 |
| 第40屆金馬獎          | 最佳動作設計     | 甄子丹 | 獲獎 |
| 第23屆香港電影金像獎  | 最佳動作設計     | 甄子丹 | 獲獎 |
| 第23屆香港電影金像獎  | 最佳剪接         | 陳祺合 | 獲獎 |
| 第23屆香港電影金像獎  | 最佳美術指導     | 雷楚雄 | 獲獎 |
| 第23屆香港電影金像獎  | 最佳服裝造型設計 | 奚仲文 | 獲獎 |
| 第23屆香港電影金像獎  | 最佳音響效果     | 曾景祥 | 獲獎 |
| 第23屆香港電影金像獎  | 最佳女配角       | 何超儀 | 提名 |
| 第9屆香港電影金紫荊獎 | 最佳攝影         | 張文寶 | 提名 |

## 另見
- 千機變II之花都大戰

## 外部連結
- 千機變製片商的網頁
- 開眼電影網上《千機變》的資料（繁體中文）
- 豆瓣电影上《千機變》的資料 （简体中文）
- 时光网上《千機變》的資料（简体中文）
- AllMovie上《千機變》的资料（英文）
- 爛番茄上《千機變》的資料（英文）
- 香港影庫上《千機變》的資料（繁體中文）
- 互联网电影数据库（IMDb）上《千機變》的资料（英文）